# ACCUH
L'Associació Catalana de Col·leccionistes d'Uniformes Històrics (ACCUH) es una organització sense ànim de lucre creada el 20 de gener del 2003 que es dedica a la reconstrucció històrica militar i altres activitats que fomentin el coneixement de la història. L'entitat procura no fer exaltació militar.
Va ser creada per a la recreació històrica de la Segona Guerra Mundial i conflictes de la segona part del segle xx. Ha recreat unitats militars com el Grenadier Regiment 44 de l'exèrcit alemany i el 2nd Ranger Battalion i el 506th PIR de la 101st Airborne Division de l'èxèrcit nord-americà, a més de La Nueve, els republicans espanyols que van ser els primers d'entrar a París. Han participat al rodatge de pel·lícules. Han fet activitats tant a Catalunya com en diversos indrets d'Europa com a Normandia, on han participat en la recreació del dia D.
Els participants ho tenen com un hobby que demana implicació ja que cada soci es paga el seu uniforme que pot costar uns 1.500 euros, armament a banda. El 2016 eren una quarantena i es reunien i assajaven al Centre Cultural la Farinera de Sant Martí. Alguns fan una important tasca d'investigació per millorar el realisme de les recreacions.